# Vuohisaari (ö i Ryssland)
Vuohisaari är en ö i Ryssland.   Den ligger i Viborgs distrikt i Leningrad oblast. Vuohisaari ligger i sjön Nuijamaanjärvi.
Trakten ingår i den boreala klimatzonen. Årsmedeltemperaturen i trakten är 1 °C. Den varmaste månaden är juli, då medeltemperaturen är 17 °C, och den kallaste är februari, med −14 °C.